# 4561 Lemeshev
4561 Lemeshev è un asteroide della fascia principale. Scoperto nel 1978, presenta un'orbita caratterizzata da un semiasse maggiore pari a 2,5737043 UA e da un'eccentricità di 0,1562443, inclinata di 9,50837° rispetto all'eclittica.